# Lee de Broux
Lee de Broux (* 7. Mai 1941 in La Mesa, Kalifornien) ist ein US-amerikanischer Schauspieler.
Lee de Broux ist seit Ende der 1960er Jahre als Schauspieler bei Film und Fernsehen aktiv. Bislang war er in über 130 Produktionen in Nebenrollen zu sehen. Meist spielt er harte, mürrische Typen, z. B. Sheriffs, Polizisten, Barkeeper, Kriminelle usw.

## Filmografie (Auswahl)
- 1969: Run, Angel, Run
- 1970: Sie möchten Giganten sein (Sometimes a Great Nation)
- 1978–1981: Der unglaubliche Hulk (The Incredible Hulk) (Fernsehserie)
- 1979: Norma Rae – Eine Frau steht ihren Mann (Norma Rae)
- 1980: Hart aber herzlich (Hart to Hart; Folge: Das Portrait als Conway)
- 1981: Hart aber herzlich (Hart to Hart; Folge: Die rote Hantel als Harold Reese)
- 1982: Die Zeitreise (Voyage From th Unknown), Pilotfilm
- 1987: RoboCop
- 1988: Das Halloween Monster (Pumpkinhead)
- 1989: Der Zeitsprung (Quantum Leap), Pilotfilm von Zurück in die Vergangenheit
- 1993: Geronimo – Eine Legende (Geronimo: An American Legend)
- 1996: Vampirella
- 2001: The Day the World Ended – Tod aus dem All (The Day the World Ended)